# Бернер Яків Миколайович
Яків Миколайович Бернер (1837, Київ — 11 (24) липня 1914) — київський купець 1-ї гільдії, власник цегельних заводів. Гласний думи кількох скликань, меценат.

## Біографія
Народився у 1837 році в Києві у родині комерсанта Миколи Бернера, що походив з старовинного київського єврейського роду. Освіту здобув у 2-й київській гімназії після чого продовжив справу батька.

### Комерційна діяльність
Спочатку відзначився в цукровому бізнесі. Від одного із представників клану Терещенків Костянтина Семеновича до Бернера перейшов цукровий завод у селі Бочечках Путивльського повіту. Проте свій основний капітал і популярність у світі бізнесу Яків Миколайович здобув завдяки цегельним заводам і дохідним будинкам.
Під час будівельної лихоманки, що охопила Київ у 1870-х роках, Яків Бернер об'єднав у своїх руках одразу кілька підприємств. Один із цегельних заводів Бернера знаходився біля нинішньої станції метро «Либідська», займаючи садибу площею понад 7 га. Кілька інших (зокрема, перекуплених у відомої родини бізнесменів Сніжків) були розташовані на Корчуватому. Ще одне цегельне підприємство Бернер влаштував у великому власному маєтку біля Тетіїва. Наприкінці життя він купив у братів Зарембських великий цегельний завод на вулиці Кирилівській. На цих заводах працювали сотні робітників.
Оскільки попит на цеглу мав сезонний характер, Яків Миколайович вирішив також займатися нерухомістю. Він скуповував будинки і будував їх. У самому центрі Києва в нього було кілька садиб з капітальною забудовою. Найбільша — на перетині сучасних вулиць Хмельницького і Володимирської, напроти Оперного театру. Просто на розі стояв будинок з готелем «Північний» (не зберігся), а в 1902–1904 роках на кошти Бернера поруч із ним по вулиці Фундукліївській (нині Хмельницького) побудували п'ятиповерховий будинок у стилістиці київського ренесансу (архітектор Андрій Краусс). Певний час у ньому був готель «Ермітаж», на балконі якого 1907 року сфотографувався Олександр Блок. Пізніше, за радянських часів, той самий корпус займав готель «Інтурист». А в глибині ділянки був флігель із житловими квартирами, які домовласник Бернер здавав у найм. В одній із них в 1910-х роках розміщалася редакція тижневика «Огни». Саме сюди приносили свої перші твори майбутні відомі письменники — Костянтин Паустовський та Ісаак Бабель.
На головній вулиці Києва Бернер теж мав нерухомість. Від неї залишився лише флігель за адресою Хрещатик, 7 — лицьова забудова була втрачена під час війни. Будинки на розі вулиць Хрещатик й нинішньої Хмельницького, що належали Бернеру, були зруйновані ще раніше, і на їхньому місці ще до війни побудували ЦУМ.
Проте особиста резиденція Якова Миколайовича збереглася донині. На початку Бібіківського бульвару (нині бульвар Тараса Шевченка) архітектор Володимир Ніколаєв збудував для Бернера двоповерховий з вулиці й триповерховий знадвору будинок № 1. Над його карнизом досі видно ініціали власника — «ЯБ» — і дату зведення будівлі — «1886».

### Громадська діяльність

Могила Якова Бернера

Вже у поважному віці Я. Бернер потрапив до кола провідних місцевих громадських діячів. Він був одним із лідерів Київського купецького зібрання, відігравав провідну роль у міському Сирітському суді — офіційній установі, яка захищала майнові права сиріт або матеріально залежних членів родин. 23 роки (з 1883 по 1906 рік) незмінно посідав місце гласного міської думи. Переважно лобіюючи власні комерційні інтереси, він усе-таки зробив кілька вагомих пожертв на громадські потреби. Він разом з іншими київськими діячами сприяв заснуванню Київського політехнічного інституту. Під час тривалої дискусії про вибір майданчика для КПІ саме Бернер першим запропонував Шулявку, де згодом і збудували інститут.

### Меценатство
На свої кошти Яків Бернер збудував домову церкву богадільні Дегтярьова, жертвував на будівництво церков Олександро-Невської, Покровської на Солом'янці, Троїцької, Володимирсько-Либідської та інших.
Заповів місту 100 тисяч рублів на установу притулку для хронічно хворих із бідних.
Помер 11 (24 липня) 1914 року. Похований в Києві на Байковому кладовищі (ділянка № 2).